# Jo Jo in the Stars
Jo Jo in the Stars (auch Jojo in the Stars bzw. JoJo in the Stars) ist ein britischer computeranimierter Kurzfilm von Marc Craste aus dem Jahr 2003.

## Handlung
In einer düsteren Welt zieht es die Lebewesen – roboterähnliche Figuren mit Hasenohren – zu Tausenden in die Arena von Madame Pica, in der sie seit langer Zeit Monster und Missgestaltete vorführt. Ein Wesen ist regelmäßig unter den Zuschauern, interessiert sich jedoch nicht für die Monster, sondern für Jo Jo, eine silberummantelte Trapeztänzerin mit Flügeln, die bei ihrer Darbietung auch durch die Arena fliegt. Wie die anderen Wesen der Show von Madame Pica wird auch Jo Jo nach der Vorstellung in einer Zelle gefangen gehalten. Der Held wartet nach einer Vorstellung und befreit Jo Jo, wobei sie von einem Insassen bemerkt werden. Sie haben das Arenagebäude noch nicht verlassen, als sie sich schon gemeinsam in den Sternenhimmel träumen. Sie werden schließlich von Madame Pica und den anderen Monstern überrascht und flüchten sich zu einem Fenster, das aufschwingt. Beide stürzen sich in die Tiefe, wobei Jo Jo den Helden fassen kann. Eine Zeitlang schweben sie so neben der Arena, doch entgleitet der Held schließlich Jo Jos Hand und stürzt in die Tiefe. Jo Jo wird an die Arena geschleudert und bleibt reglos liegen. Eine Feder ihrer Flügel schwebt zu Boden und landet auf dem leblosen Körper des Helden. Im Moment der Berührung schlägt ein Blitz ein. Es regnet die folgenden zehn Jahre. Die Wesen verlieren das Interesse an Madame Picas Monstern, sodass nun nach einer neuen Sensation gesucht wird. Ein neues Monster wird in die Arena zu Madame Pica gebracht, die schockiert über den Anblick des Wesens ist. Es wird in die Show aufgenommen und in eine Zelle gebracht. Diese liegt neben der Jo Jos, die nun angekettet ist. Jo Jo erkennt in dem deformierten Wesen – seine Haut ist vernarbt und es fehlt ein Auge – ihren Helden von damals. Beide stehen an den Gitterstäben und Jo Jo streichelt vorsichtig den Kopf des Helden.

## Produktion
Seit den 1980er-Jahren hatte Craste an einem thematisch ähnlichen Film gearbeitet, doch war das Projekt aus finanziellen Gründen gescheitert. Inspirationsquellen für Jo Jo in the Stars waren Nick Caves Lied Sad Waters, aber auch Filme wie Eraserhead und Der Himmel über Berlin. Craste selbst nannte seinen Film „eine Liebesgeschichte mit Freaks“.
Die Filmmusik besteht aus den Kompositionen Harlem in Brünn (Die Knödel, 1993), More Wings for Wheelers (Toru Yamanaka, 1998), Texas Yellow (Urchin, 2001) sowie Samuel Barbers Andante des Violinkonzerts op. 14 (1939).

## Auszeichnungen
Jo Jo in the Stars gewann 2004 den BAFTA in der Kategorie Bester animierter Kurzfilm. Auf dem 3D-Festival in Kopenhagen wurde der Film als bester Kurzfilm ausgezeichnet und erhielt 2004 den Prix du Meilleur Film d’Animation des Festival du Court-Métrage de Clermont-Ferrand. Im Jahr 2005 gewann Jo Jo in the Stars den Cartoon d’Or des europäischen Cartoon-Forums.